# Port Moresby
Port Moresby (/pɔərt_ˈmɔərzbi/; in tok pisin Pot Mosbi, spesso colloquialmente conosciuta semplicemente come Moresby o Pom Town) è la capitale dello Stato di Papua Nuova Guinea, della quale rappresenta anche la città più popolosa e il principale porto.
La città si colloca sul versante meridionale della porzione centrale della penisola di Papua, affacciandosi sul golfo di Papua: pur essendo compresa nella Regione di Papua e della Provincia Centrale (delle quali rappresenta anche il capoluogo), Port Moresby forma un distretto amministrativo a sé stante, il Distretto della Capitale Nazionale.
La città venne fondata in un'area abitata da tribù di etnia Motu: il primo europeo a visitarla fu il capitano John Moresby nel 1873, che decise di stabilire in questa zona un insediamento intitolato al padre, l'ammiraglio Fairfax Moresby (1786–1877).

La città acquistò importanza come nodo commerciale verso le isole del Pacifico verso la fine del XIX secolo: durante la seconda guerra mondiale fu l'unica parte dell'isola non occupata dalle truppe giapponesi, a partire dalla quale partì la riconquista alleata della Nuova Guinea.
Secondo una ricerca svolta dal settimanale The Economist nel 2012, Port Moresby rappresenterebbe una delle capitali meno vivibili del mondo, occupando il 139º posto su 140 città prese in considerazione e classificandosi appena prima di Harare.

## Geografia fisica

### Territorio
La città è situata a un'altitudine di 28 m s.l.m. in un'insenatura (baia di Fairfax) sulle coste del Golfo di Papua nella parte sud-orientale dell'isola di Nuova Guinea.

### Clima
Port Moresby gode di clima della savana: la barriera creata dalla vicina catena montuosa dei monti Owen Stanley, infatti, protegge la città dalle ampie precipitazioni che interessano il resto dell'isola.

Le precipitazioni totali annue sono infatti di soli 1192 mm, di gran lunga inferiori alla media del resto del paese: esse si concentrano durante la stagione delle piogge, che va da dicembre a maggio, mentre i restanti sei mesi ricadono nella stagione secca. La scarsità di precipitazioni comporta periodiche carenze d'acqua, tanto che spesso è necessario procedere al razionamento idrico, specialmente durante i mesi secchi.

La temperatura media è pari a 27 °C e ha delle variazioni minime nel corso dell'anno: il mese più caldo è dicembre (27,8 °C) e quello più freddo luglio (25,7 °C). Nel centro urbano la temperatura durante la stagione secca tende a essere leggermente più bassa rispetto alle frazioni rurali.
La barriera corallina antistante la costa protegge inoltre il porto dal moto ondoso.

## Storia

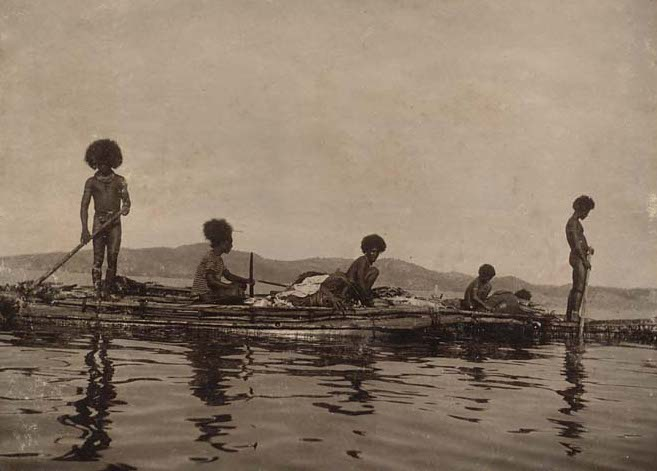
Indigeni in canoa nella baia di Port Moresby

L'area su cui oggi sorge la città era abitata da millenni da genti dell'etnia Motu, i quali vivevano in villaggi costruiti su palafitte lungo la costa (il più grande dei quali era ed è ancora Hanuabada, sobborgo a nord-ovest di Port Moresby). Non essendo il clima della zona abbastanza ricco d'acqua per la coltivazione, i Motu erano soliti effettuare periodicamente delle spedizioni a carattere commerciale nelle zone circostanti, a bordo di grosse canoe note come lagatoi in lingua locale, barattando strumenti di terracotta (noti in lingua locale come uro), nella produzione della quale erano maestri, con sago, legname per la fabbricazione di canoe e altri prodotti di prima necessità, in un ciclo noto come hiri.

La lingua Motu è alla base del pidgin Hiri Motu, una delle lingue ufficiali della Papua Nuova Guinea: l'hiri motu, tuttavia, a partire dagli anni '60 è in rapido declino, soppiantato da un altro pidgin, il tok pisin.

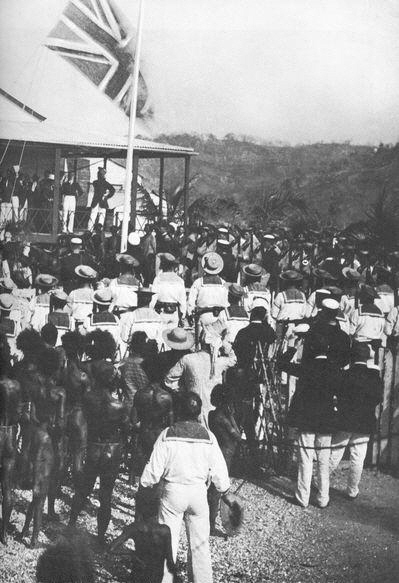
Coloni del Queensland issano la bandiera britannica a Port Moresby nel 1883

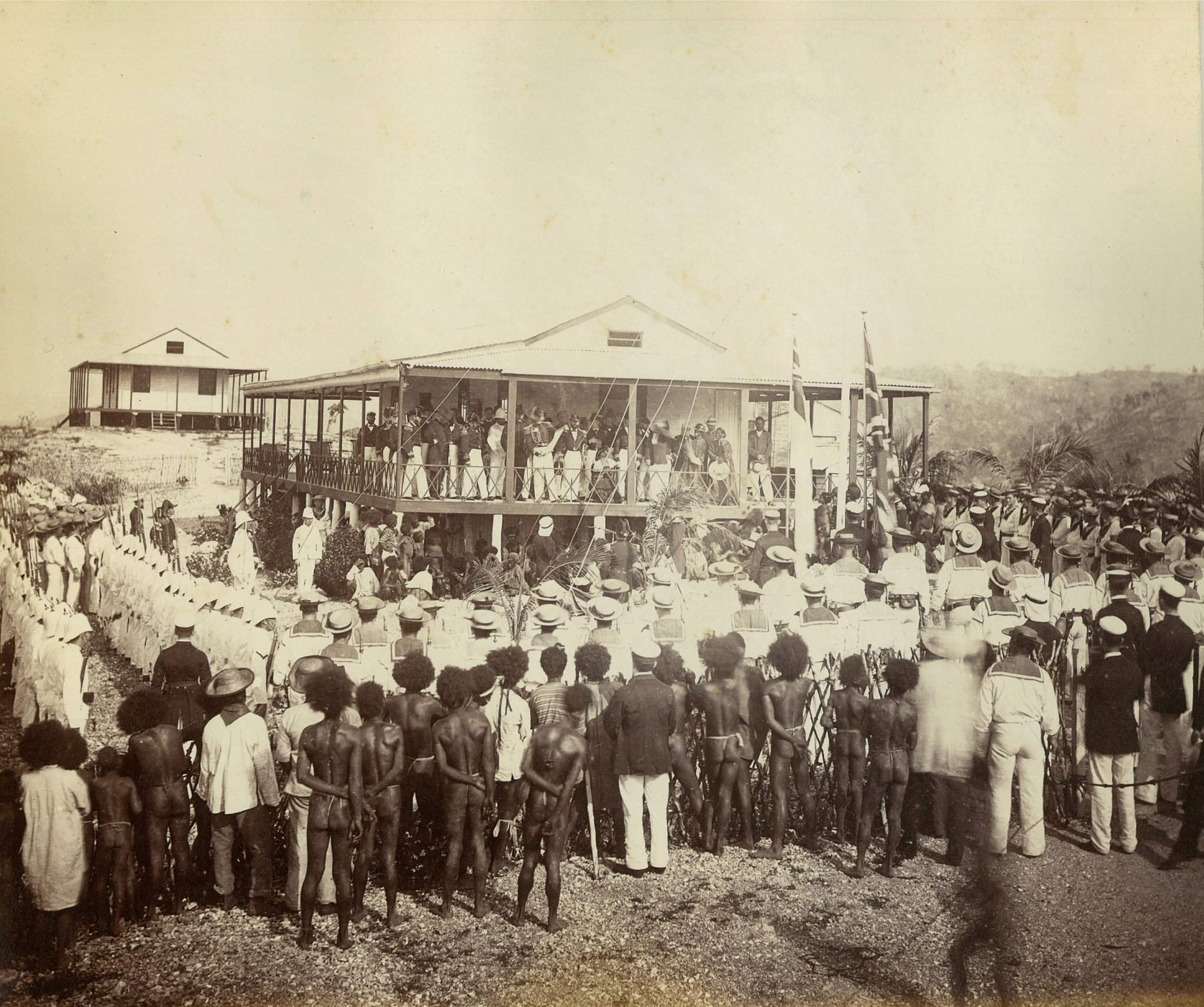
La lettura del proclama di annessione al Queensland nel novembre 1884

I primi resoconti scritti sulla baia e sulla città risalgono al XIX secolo, quando l'esploratore e navigatore britannico John Moresby, lasciandosi alle spalle il Mar dei Coralli a bordo dello sloop-of-war HMS Basilisk, alle 10 del 20 febbraio 1873 approdò nella baia issando lo Union Jack: Moresby scelse di onorare il padre, sir Fairfax Moresby, denominando le nuove terre con il nome di Fairfax Harbour e Port Moresby. Solo quindici anni dopo la Gran Bretagna ne rivendicò la sovranità, istituì la colonia della Nuova Guinea Britannica e ne chiamò la capitale Port Moresby.

Dieci anni dopo la colonia del Queensland annesse unilateralmente la porzione sud-orientale della Nuova Guinea, come contrappeso all'espansionismo tedesco nel Pacifico: le autorità britanniche, tuttavia, rifiutarono di riconoscere l'annessione al momento, salvo poi reagire all'istituzione del protettorato della Kaiser-Wilhelmsland da parte dei tedeschi nella porzione settentrionale dell'isola nel 1883 con l'istituzione del protettorato sul territorio dei Papua l'anno successivo.
Nel 1905 il parlamento australiano, da poco organizzatosi in senso federale, approvò il Papua Act, con decorso dall'anno successivo: tale atto sanciva il passaggio del territorio di Papua dal controllo inglese a quello australiano e decretava Port Moresby capitale di tale territorio.
Fino allo scoppio del secondo conflitto mondiale, tuttavia, la cittadina rimase solo poco più di un villaggio dipendente dal porto, dalla crescita molto lenta. A dimostrazione di ciò solo nel 1909 venne aperta la prima macelleria, mentre l'arrivo dell'elettricità risale al 1925 e dell'acqua potabile al 1941.

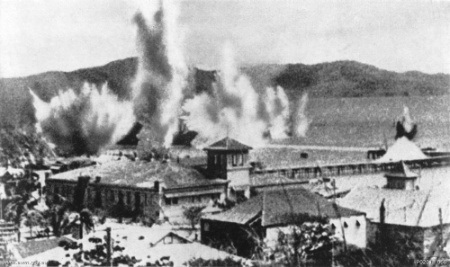
Il bombardamento di Port Moresby nel 1942

Allo scoppio della seconda guerra mondiale, alcuni degli abitanti indigeni si arruolarono nel Papua Infantry Battalion del Royal Pacific Islands Regiment, mentre altri vennero ingaggiati come portantini dagli eserciti giapponesi o alleati, dimostrandosi però piuttosto restii a svolgere tale mansione e mostrando una forte tendenza alla fuga: molti dei papuani di Port Moresby ritornarono ai propri villaggi nell'entroterra o vennero evacuati quando si prospettò la possibilità concreta di un'invasione giapponese della Nuova Guinea.

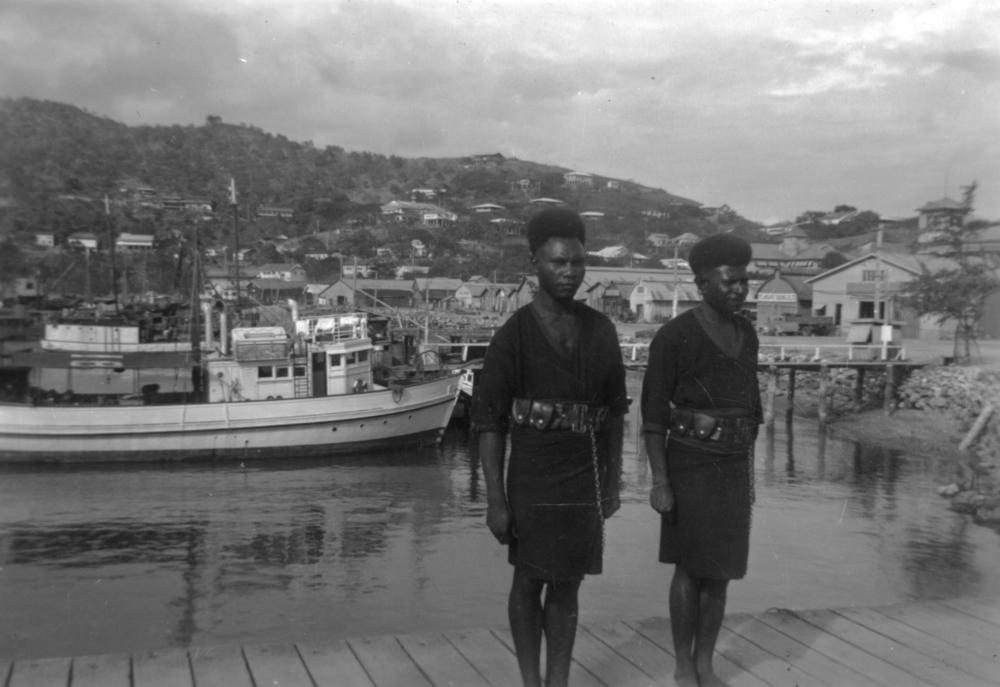
Due ufficiali papuani nel porto nel 1946.

Nel settembre del '42 Port Moresby rimaneva l'ultima roccaforte alleata dell'isola e come tale acquisì importanza come centro strategico di smistamento e addestramento delle truppe alleate del Pacifico, e in seguito come testa di ponte per la riconquista degli arcipelaghi circostanti.
Alla fine della guerra il Territorio dei Papua e il Territorio della Nuova Guinea vennero unificati in una nuova entità sotto il controllo dell'amministrazione australiana, il Territorio di Papua e Nuova Guinea, di cui Port Moresby divenne la capitale, seguendone le sorti.

Nel settembre del 1975 Port Moresby fu teatro delle celebrazioni per l'indipendenza della Papua Nuova Guinea dall'Australia come reame del Commonwealth, alle quali presenziò il principe Carlo invece della regina Elisabetta II. A partire dall'indipendenza, Port Moresby ha vissuto una crescita esponenziale, con la costruzione di numerosi edifici governativi e l'espansione demografica dovuta all'afflusso di persone alla ricerca di lavoro da tutto il Paese.

Molti degli edifici governativi sono stati lasciati in stato di abbandono per decenni e altrettanti sono stati abbandonati a se stessi: a partire dal XXI secolo, però, molti sono stati restaurati e occupati nuovamente.

## Monumenti e luoghi d'interesse

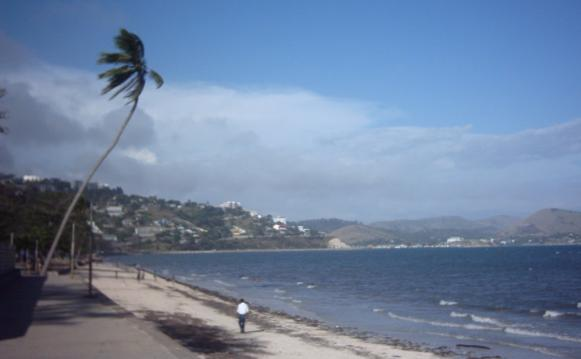
Spiaggia Ela

- il National Museum and Art Gallery (con un'ampia collezione sulla storia, la cultura, la flora e la fauna del paese)
- i National Botanic Gardens situati nel campus dell'università con una notevole collezione di orchidee
- la zona di Gordons e il suo vivace e colorato mercato
- il Parliament House, la sede nuova del parlamento costruita nello stile di una haus tambaran la casa degli spiriti tipica della cultura locale
- il mercato di Koki, quotidiano e caratteristico mercato della frutta e del pesce

## Società

### Evoluzione demografica
Lo sviluppo dell'industria locale ha provocato una forte crescita della popolazione, che è quasi raddoppiata nel corso degli anni ottanta ed è tuttora in crescita.
La crescita ha portato con sé alcuni problemi di disparità di condizioni economiche fra la popolazione e un conseguente elevato tasso di criminalità, tanto che in molte guide turistiche la città viene considerata poco sicura. Le condizioni di vita fortemente antigieniche l'hanno resa, secondo alcuni studi, fra le peggiori città in cui vivere e fra le più inquinate al mondo.

## Cultura

### Stampa
A Port Moresby, precisamente nel sobborgo di Konedobu ha sede il quotidiano Papua New Guinea Post-Courier.

## Geografia antropica

### Suddivisioni amministrative
Port Moresby rappresenta l'unico distretto del Distretto della Capitale Nazionale: esso si divide in tre governi di livello locale (LLG):
- Moresby North-east
- Moresby North-West
- Moresby South

A loro volta gli LLG si dividono in ward e unità.
I sobborghi di Port Moresby sono i seguenti:
- 2 Mile
- 3 Mile
- 4 Mile
- 6 Mile
- 7 Mile
- 9 Mile
- Badili
- Baruni
- Bomana
- Boroko
- Ela Beach
- Ensisi Valley
- Erima
- Gabi
- Gabutu
- Gerehu
- Gordon
- Gordon North
- Hanuabada
- Hohola
- Hohola North
- Jacksons International Airport
- Kaevaga
- Kaugere
- Kila
- Kila
- Koki
- Konedobu
- Korobosea
- Matirogo
- Moitaka
- Morata
- Newtown
- Pari
- Sabama
- Saraga
- Tatana
- Tokarara
- Touaguba Hill
- Vabukori
- Waigani

Il centro cittadino, fin dagli anni '90, ha perso la maggior parte dei propri ristoranti e locali notturni, divenendo perlopiù sede di uffici: la zona di Boroko, un tempo cuore pulsante del commercio cittadino, ha risentito molto della crisi, a favore dell'area ovest della città. La zona nord ospita perlopiù quartieri residenziali, mentre a Koki si trova un popolare mercato. All'interno di Port Moresby trovano inoltre sede alcuni villaggi degli originari abitanti della zona, i Motu, fra cui il sobborgo di Hanuabada, che con i suoi oltre 15 000 abitanti rappresenta il villaggio più grande della Nuova Guinea.
Tutti i quartieri di Port Moresby mostrano un'altissima percentuale di criminalità e violenza, con un ampio utilizzo di guardie private e di sistemi di sicurezza per le abitazioni e gli uffici: lo United Nations Global Compact considera lo stato della città "critico".

## Infrastrutture e trasporti
La città dispone di un aeroporto internazionale (Jacksons International Airport) dal quale partono voli di linea della Air Niugini (la compagnia di bandiera di Papua Nuova Guinea), della Qantas e altre linee aeree minori di Papua.

## Amministrazione

### Gemellaggi
Port Moresby è gemellata con:
- Jinan, Cina (Provincia Shandong) dal 28 settembre 1988
- Townsville, Australia (Queensland) dal 1983

Inoltre è associata con:
- Jayapura, Indonesia (Provincia Papua (Irian Jaya))